# 세인트루시아 요리

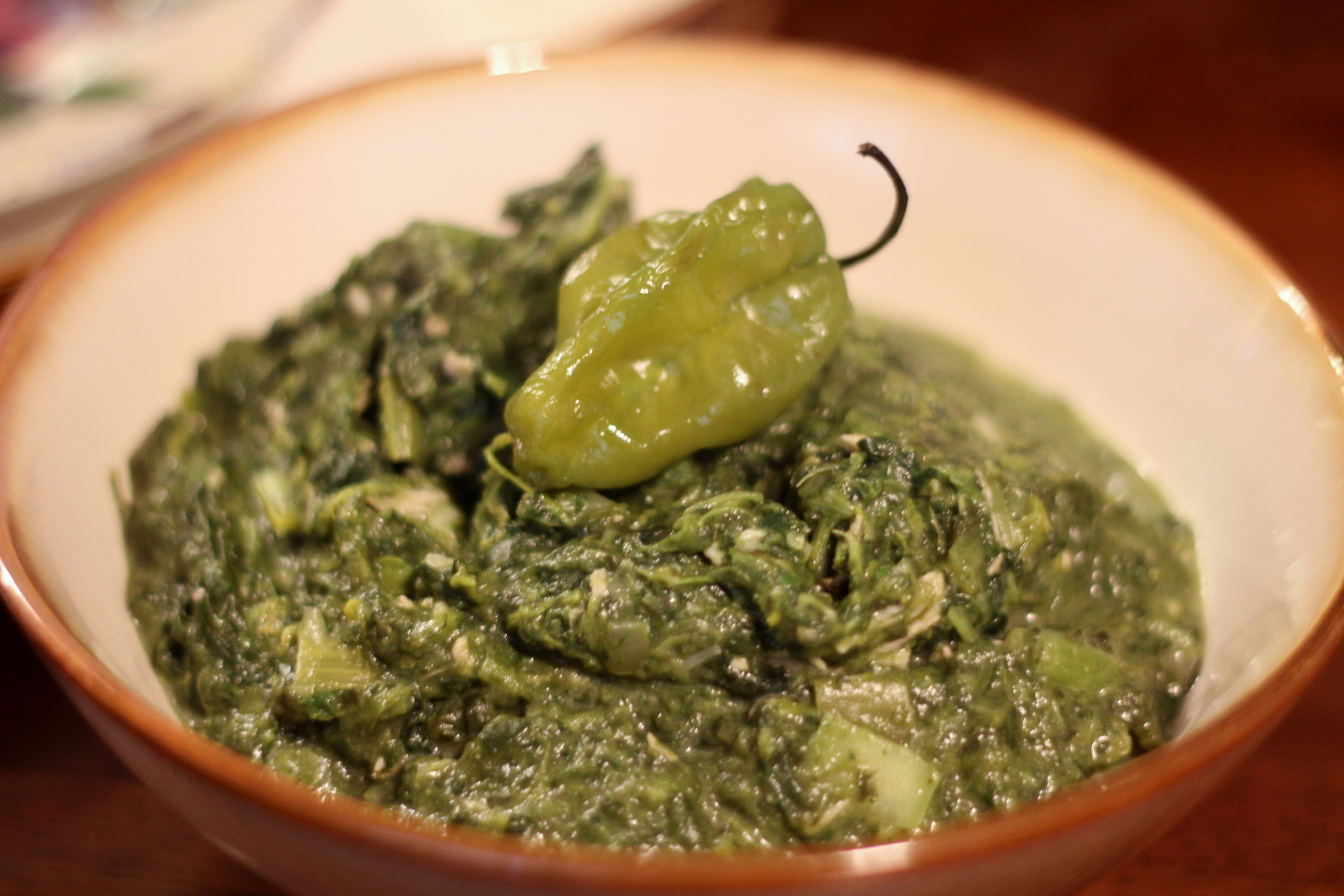
칼랄루

세인트루시아 요리(Saint Lucia 料理, 영어: St Lucian cuisine 선트 루션 퀴진[*])는 카리브 지역에 있는 세인트루시아의 요리이다.

## 특징

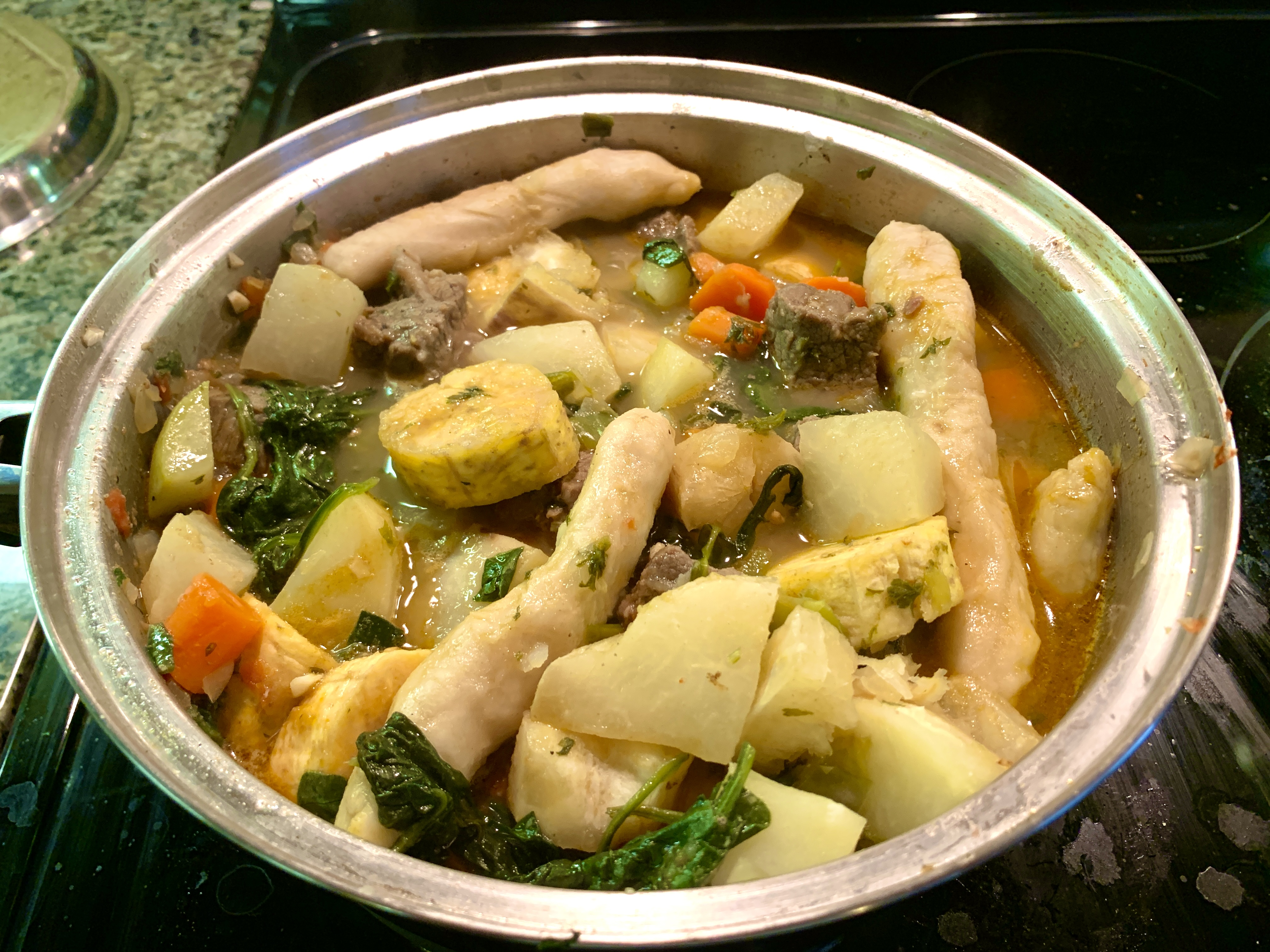

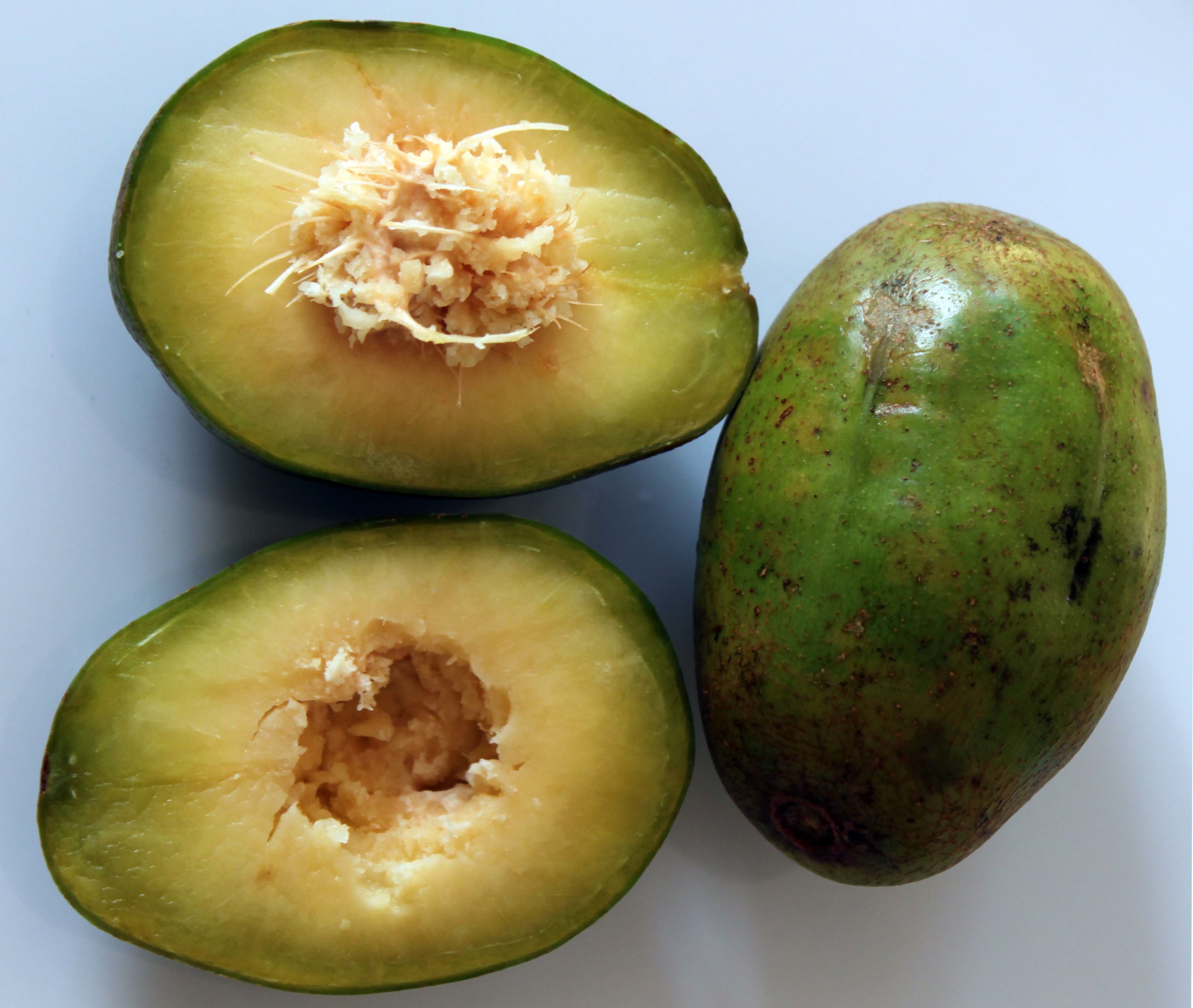

세인트루시아 음식은 녹색 바나나, 녹색 무화과 및 염장 생선으로 구성되어 있다. 
다른 전문 음식으로는 고기, 갈은 음식 및 야채로 만든 냄비 수프 요리인 부용이라고 하는 음식이 있다. 

## 같이 보기
- 카리브 요리